# 변호사시험법
변호사시험법은 대한민국 변호사 자격시험을 규율하는 법률이다. 주요내용으로는 법학전문대학원 석사학위 취득자에 한하여 변호사시험 응시자격 부여하고, 로스쿨 졸업 후 5년 내 5회에 한하여 응시할 수 있도록 한다.

## 주요 내용

### 응시자격
- 로스쿨 석사학위 취득자에 한하여 응시자격 부여하고, 일반인에게 로스쿨 석사학위 취득자와 동등한 응시자격을 부여하는 소위 ‘예비시험’ 제도는 도입하지 않는다. (법 제5조)
- 로스쿨 교육의 정상화를 위하여 재학기간 중 변호사시험에 응시할 수 없도록 한다.

## 시험과목 및 시험방법
- 선택형 필기시험 과목
① 공법(헌법, 행정법 분야)
② 민사법(민법, 상법, 민사소송법 분야)
③ 형사법(형법, 형사소송법 분야)
- 논술형 필기시험은 위 선택형 필기시험 3과목 및 전문적 법률분야에 관한 선택과목 1과목 등 4과목으로 구성되고, 선택과목의 구체적 종류는 대통령령에 위임한다.
- 선택형 필기시험과 논술형 필기시험은 수험생의 부담을 고려하여 혼합하여 출제

## 변호사시험법제정 특별분과위원회
2008년 2월 11일, 로스쿨 제도 도입에 따라 2012년에 최초로 있을 변호사 시험 법안을 마련한 위원회이다. 구성은 대학교수 4인, 법조인 4인, 언론인 1인, 시민단체 1인 등 총 10명이다. 2008년 2월에서 5월까지 회의를 거쳐, 5월에서 6월까지 관계기관 의견조회 및 공청회 개최를 거쳐 2008년 하반기 법안을 국회 제출하여, 2009년 4월 29일 제282회 국회(임시회) 제8차 본회의에서 가결되었다.

## 같이 보기
- 변호사 시험